# هاري شانكار روي
هاري شانكار روي (بالإنجليزية: Hari Shankar Roy) هو منافس ألعاب قوى هندي، ولد في 4 أبريل 1986 في Jalpaiguri ‏ في الهند.

## وصلات خارجية
- هاري شانكار روي على موقع الاتحاد الدولي لألعاب القوى (الإنجليزية)